# Wiederbesiedlungsgesetz
Das Gesetz über die Wiederbesiedlung gelegter Bauerngüter und Häusleranwesen (Wiederbesiedlungsgesetz) ist ein Gesetz, das am 31. Mai 1919 in der Republik Deutschösterreich beschlossen wurde und eine teilweise Bodenreform zum Ziel hatte. Es wurde im Staatsgesetzblatt 310/1919 veröffentlicht.

## Inhalt
Durch das Gesetz wurden die Agrarbehörden ermächtigt, Grundstücke zu enteignen, wenn sich diese vor dem 1. Jänner 1870 in (klein-)bäuerlichem Besitz befunden hatten und seitdem eine Änderung der Eigentumsverhältnisse stattgefunden hatte. Auf diesen „gelegten“ Bauerngütern sollten wieder kleinbäuerliche Strukturen etabliert werden. Das Bauerngut wurde vom Gesetz definiert als eine Wirtschaft, die gewöhnlich nicht mehr als das Sechsfache des Ertrages liefere, den eine siebenköpfige Familie zum Leben benötige.
Das Gesetz bezog sich auf Grundstücke, die hauptsächlich Zwecken der Jagd oder der Spekulation dienten, Grundstücke, die Teil eines vornehmlich forstwirtschaftlichen Betriebes geworden waren und solche, die nunmehr zu landwirtschaftlichen Großbetrieben gehörten. Die Gemeinden wurden verpflichtet, ein Verzeichnis der für die Wiederbesiedlung infrage kommenden Grundstücke zu erstellen. Wer ein solches Grundstück erhalten wollte, musste (§ 4) deutscher Volkszugehörigkeit sein, unbescholten und fachlich geeignet und anschließend einen Enteignungsantrag stellen, der von den Behörden geprüft wurde. Die Entschädigung des bisherigen Grundeigentümers sollte so bemessen werden, dass der Erwerber wohl bestehen kann. Als allgemeiner Richtwert für die Entschädigung wurde das 25-fache des Reinertrages genannt.

## Geschichte
Nach dem Ersten Weltkrieg und dem Ende der Monarchie erließ die damalige Koalitionsregierung aus Christlichsozialen und Sozialdemokraten eine Reihe von Gesetzen, die insbesondere den adeligen Großgrundbesitz treffen sollten, so etwa das Grundverkehrsgesetz, das den rechtsgültigen Erwerb von Grund und Boden von der Zustimmung einer Kommission abhängig machte, das Luftkeuschen-Ablösungsgesetz, mit dem das Eigentum des Pächters an vorher gepachteten Grundstücken begründet werden konnte und das „Schlössergesetz“, welches die Beschlagnahmung von Schlössern und Palästen zur Errichtung von „Volkspflegestätten“ ermöglichte.
Christlichsoziale und weite Teile der Sozialdemokratie waren sich darüber einig, dass die potenziell revolutionäre Situation in Österreich durch sozialpolitische und wirtschaftsreformerische Maßnahmen entschärft werden müsse. Die Christlichsozialen vertraten die Mehrheit der Kleinbauern, die zwar die Aufteilung des Großgrundbesitzes zu ihren Gunsten anstrebten, sich aber gegen Ideen einer Verstaatlichung entschieden zur Wehr setzten, da sie darin einen möglichen Präzedenzfall für eine spätere Verstaatlichung oder Kollektivierung ihrer eigenen Flächen sahen. Das Gesetz wurde vom christlichsozialen Abgeordneten Rudolf Buchinger eingebracht; in der Debatte kritisierte der zionistische Abgeordnete Robert Stricker die Bestimmung, wonach für Antragsteller die deutsche Volkszugehörigkeit maßgeblich war, als antisemitisch. Die Sozialdemokraten wiesen darauf hin, dass beim „Bauernlegen“ in den 1870er-Jahren gerade auch Stifte und Klöster sehr aktiv gewesen seien und daher auch kirchlicher Besitz zur Enteignung in Frage käme.

## Auswirkungen und Beurteilung
Der Sektionschef im Landwirtschaftsministerium Anton von Pantz notierte am 31. Mai 1919 in sein Tagebuch: 

„Heute wurde das Gesetz über die Wiederbesiedlung der gelegten Bauerngüter in der Nationalversammlung angenommen - für mich ein Augenblick hoher Befriedigung. Mehr als 20 Jahre habe ich dafür gekämpft, aber unter den früheren Regierungen war eine gesunde Wirtschafts- und Bodenpolitik nicht zu machen, der Jagdwahnsinn verdarb alles [...] Ich wurde der Vater des Gesetzes über die Wiederbesiedlung gelegten Bauernlandes, das ich auch heute im Hause namens der Regierung vertrat. Gebe Gott, daß unsere Agrarbehörden in der Durchführung dieser schweren Aufgabe sich bewähren!“

Der Abgeordnete und spätere Bundespräsident Michael Hainisch – selbst Gutsbesitzer – meinte in seinen Erinnerungen, dass sich die Urheber des Gesetzes „ungeheure Illusionen“ gemacht hätten. Tatsächlich blieb das Gesetz wegen Verfahrensschwierigkeiten, langwieriger Gerichtsprozesse und anderer Probleme in seiner Anwendung beschränkt; insgesamt wurden weniger als 3 Prozent der österreichischen Agrarflächen auf diese Weise wiederbesiedelt. In Niederösterreich, dem Bundesland mit der am stärksten vom Großgrundbesitz geprägten Agrarstruktur, wurden bis 1928 nur etwa 2500 Hektar Grund rechtskräftig wiederbesiedelt, davon waren 130 Gutsbetriebe betroffen. In den Alpenregionen scheiterte die Wiederbesiedlung häufig daran, dass die ehemaligen Bauerngüter nach Seehöhe und Hangneigung für moderne Landwirtschaft kaum geeignet und wirtschaftlich nicht rentabel waren.
Auch die damalige Abhängigkeit Österreichs von ausländischem Kapital und die politische Abhängigkeit vom Völkerbund spielten eine Rolle beim Scheitern der Wiederbesiedlung. Der Völkerbundkommissär Alfred Rudolph Zimmerman – ein Gegner des Wiederbesiedlungsgesetzes – erklärte, die mangelnde Attraktivität der österreichischen Landwirtschaft für ausländische Investitionen sei wesentlich durch das Gesetz begründet worden.